# Organisation commune Bénin-Niger des chemins de fer et des transports

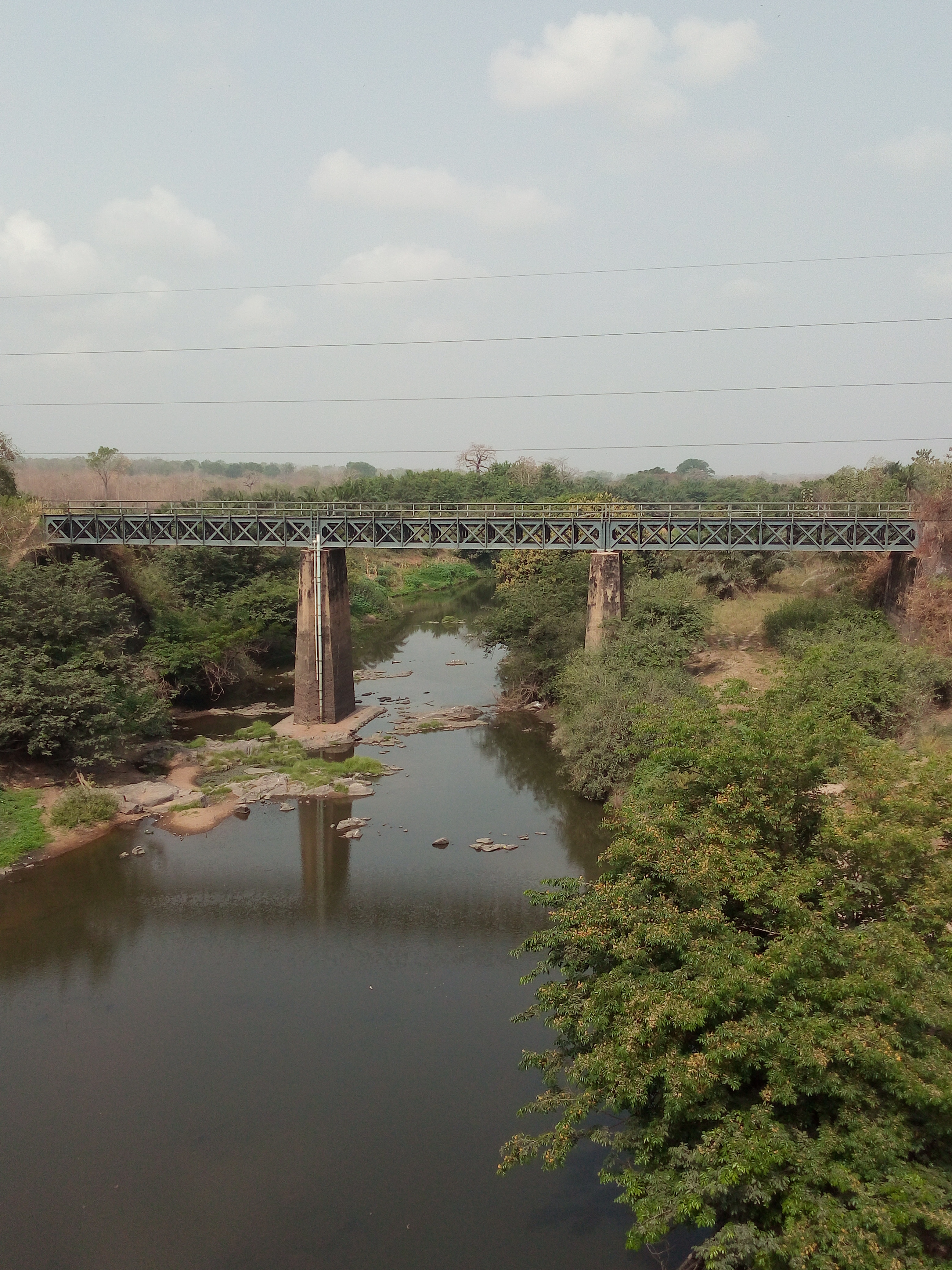
Passerelle permettant aux trains de l'OCBN en direction du Niger de traverser le Zou sur le tronçon Bohicon-Dassa.

L'Organisation commune Bénin-Niger des chemins de fer et des transports (OCBN) est une société bi-étatique créée pour améliorer les échanges commerciaux entre le Bénin et le Niger.

## Histoire
L'Organisation commune Dahomey-Niger des chemins de fer et des transports (OCDN), en 1959, puis devenue l'Organisation commune Bénin-Niger des chemins de fer et des transports (OCBN) à partir de 1975, est créée dans le but de favoriser les échanges commerciaux par voie ferroviaire entre les deux États voisins. Dès ses débuts, elle prend en charge la gestion de la ligne de chemin de fer Cotonou-Parakou construite dans les années 1930.
En 2015, l'OCBN est remplacée par Bénirail.

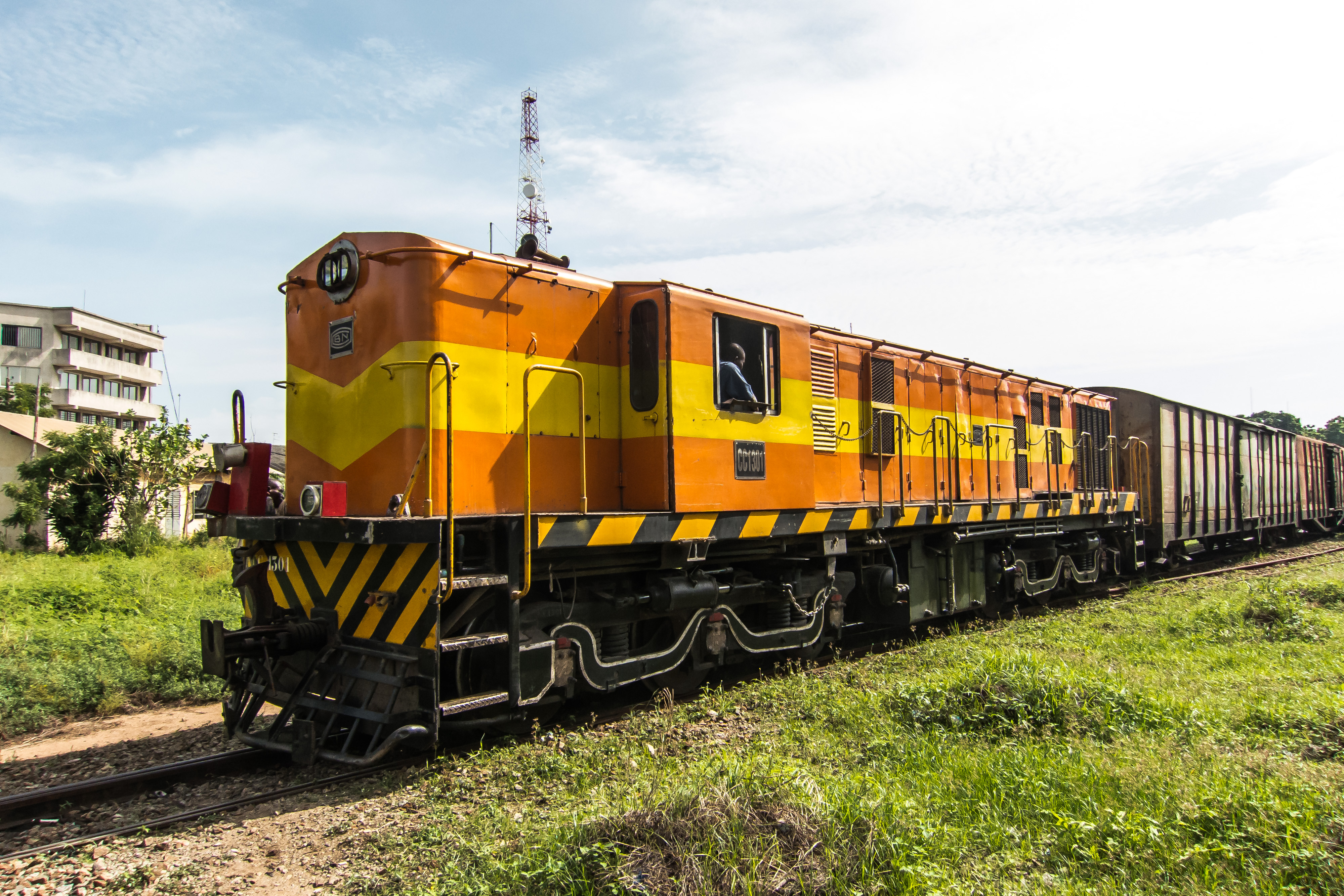
Locomotive d'un train de l'OCBN

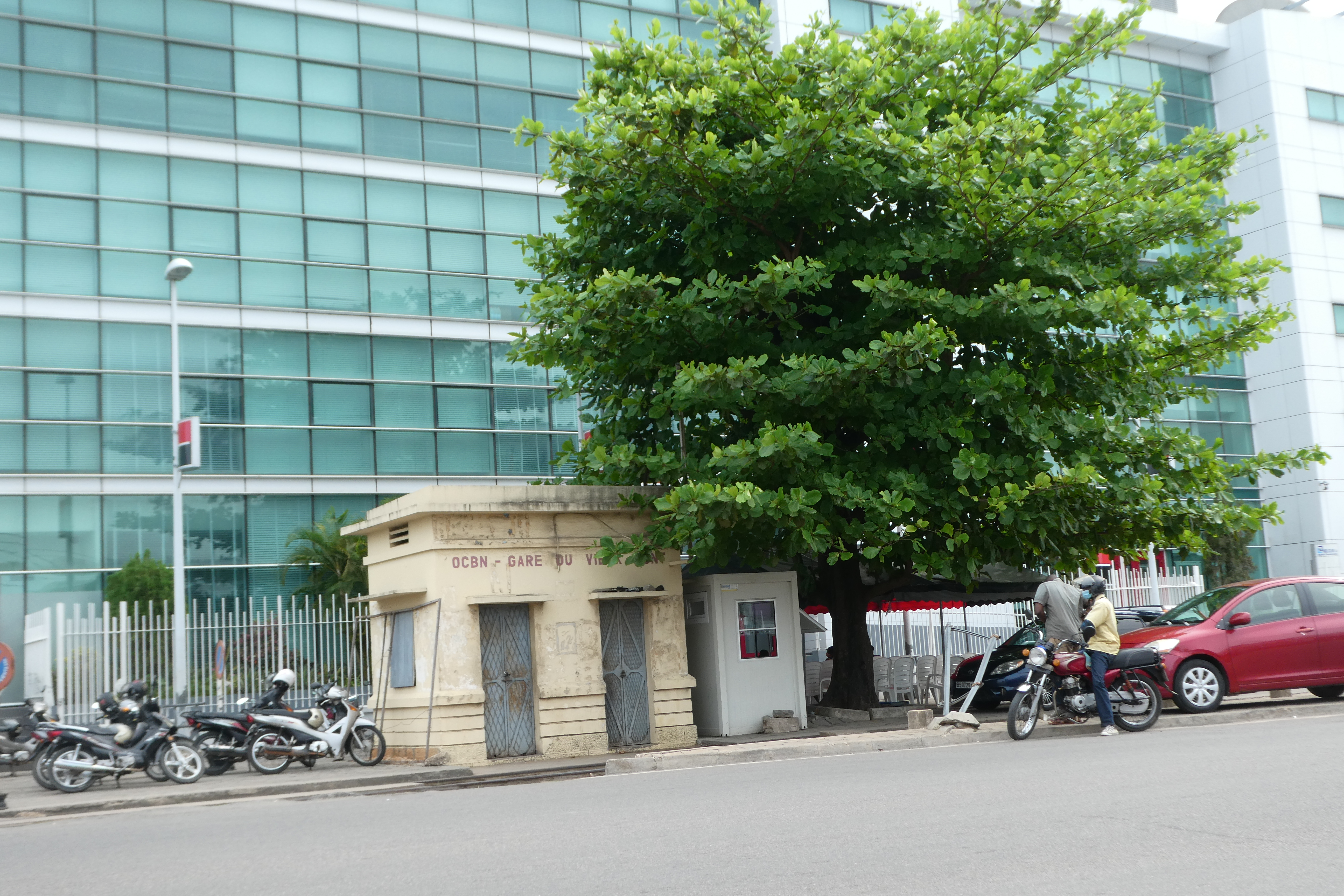
Gare de la ligne OCBN photographiée en 2020